# Еакід
Еакід (грец. Aιακίδης) — патронім багатьох міфічних давньогрецьких героїв — онук Еака.
Відомі Еакіди:
- Ахіллес
- Еант
- Мільтіад
- Евогор
- Пірр
- Персей